# 卢瑟·格林
卢瑟·格林（英語：Luther Green，1946年11月13日—2006年1月25日），美国NBA联盟前职业篮球运动员。他在1969年的NBA选秀中第3轮第41顺位被辛辛纳提皇家选中。